# Блатные песни (1975)
«Блатные песни» (фр. Chants Des Prisonniers Sibériens D'Aujourd'hui) — музыкальный диск в жанре блатной песни французской натурщицы и галеристки Дины Верни, записанный ею в 1975 году.

## История записи
Материал для альбома Дина собрала во время своих приездов в Москву в 1950—1960-х годах, где она общалась с неофициальными советскими художниками, коллекционируя их работы. Лагерные песни были в то время составляющей «кухонных посиделок», принятых у советских интеллигентов.
Эти песни произвели сильное впечатление на прошедшую через гестаповские застенки галеристку. Она говорила о них: «Очарование языка, юмор, тоска и жестокая сила этих песен создают неповторимую поэзию, где грубость граничит с нежностью. Песня заключенного, сидящего далеко-далеко, летит, подобно ласточке, преодолевая огромные пространства».
Поскольку провоз через границу текстов или магнитофонных записей песен, которые легко было истолковать как антисоветские, Диной Верни, уже находящейся под наблюдением госбезопасности из-за встреч с диссидентами, был опасен, она заучивала их наизусть. Биограф Аркадия Северного Игорь Ефимов пишет, что Верни разучила таким образом 24 песни, хотя в альбом вошли только 13. Помимо классических «лагерных хитов», в их число вошли «Свадебная лесбийская», «Товарищ Сталин», «Окурочек» Юза Алешковского и «Бодайбо» В. Высоцкого (также без указания авторства).
В записи пластинки, кроме самой Дины Верни, приняли участие французские музыканты: Henry Agnel, гитара; Jacques Florencie, гитара; Jean-Claude Beneteau, контрабас. Аранжировки и музыкальный руководитель — H. Agnel.
Тексты всех 13-ти песен были переведены на французский, английский и немецкий языки; и напечатаны на вкладыше конверта пластинки.

## Популярность в СССР
Запись диска действительно была воспринята официальными кругами СССР как антисоветская выходка. Однако запись активно распространялась по подпольным каналам, став, наряду с магнитоальбомами отечественных исполнителей (таких, как Аркадий Северный) одним из «хитов» советского андеграунда. В результате в СССР Дина Верни стала более известной из-за своего вклада в музыку, чем в изобразительное искусство. Фонограмма пластинки стала чуть ли не единственной из распространяемых тогда записей достоверной антологией уголовного и лагерного фольклора, не слишком разбавленной стилизациями.

## Особенности исполнения
Песни на диске исполнены Диной Верни с сильным акцентом и спеты «странным, манерным» голосом. Вспоминая о первых впечатлениях от этой записи, Роман Неумоев пишет, что голос показался ему подростковым.

## Состав альбома
| 1.  | Quand nous nous sommes rencontres (Когда с тобой мы встретились) | 3:04 |
| 2.  | Le costume neuf (Костюмчик новенький)                            | 1:20 |
| 3.  | Maman ne m’attend pas (Не жди меня мама)                         | 4:54 |
| 4.  | De nouveau dans la prison (И вот сижу опять в тюрьме…)           | 2:29 |
| 5.  | Le mariage des lesbiennes (Свадебная лесбийская)                 | 3:02 |
| 6.  | Odessa (Одесса)                                                  | 5:07 |
| 7.  | Madame Banjou (Мадам Банжа)                                      | 1:46 |
| 8.  | Le ruisseau (Течёт речка)                                        | 2:44 |
| 9.  | Kalyma ou Le port de Vanine (Ванинский порт)                     | 3:37 |
| 10. | Et toi tu ris (Ты хохочешь)                                      | 3:04 |
| 11. | Bodaibo (Бодайбо)                                                | 2:44 |
| 12. | Camarade Staline (Товарищ Сталин)                                | 2:50 |
| 13. | Le megot (Окурочек)                                              | 5:47 |